# Олдрин (лунный кратер)
Кра́тер О́лдрин (лат. Aldrin) — маленький ударный кратер, расположенный в южной части Моря Спокойствия на видимой стороне Луны.  Название присвоено в честь американского астронавта Базза Олдрина, осуществившего вместе с Нилом Армстронгом посадку на Луну 21 июля 1969 года, и утверждено Международным астрономическим союзом в 1970 г.

## Описание кратера
Ближайшими соседями кратера являются кратер Сабин на западе; кратер Ламонт на севере; кратер Коллинз на востоке; кратер Мольтке на юго-востоке и кратер Ипатия на юге. На юге от кратера Олдрин расположены борозды Ипатии; на юго-востоке Залив Суровости. Селенографические координаты центра кратера 1°25′ с. ш. 22°05′ в. д. / 1,41° с. ш. 22,09° в. д., диаметр 2,8 км, глубина 600 м.
Кратер Олдрин имеет близкую к циркулярной форму. Вал несколько сглажен и отмечен мелкими кратерами, восточная часть вала спрямлена. Южная часть вала перекрыта кратером эллиптичной формы, северная часть вала имеет понижение. Внутренний склон гладкий, широкий в западной части, с высоким альбедо. Высота вала над окружающей местностью достигает 110 м, объем кратера составляет приблизительно 1 км³. Дно чаши пересеченное, с несколькими холмами. На севере от кратера расположены множественные складки поверхности Моря Спокойствия.
До получения собственного наименования в 1970 г. кратер имел обозначение Сабин B (в системе обозначений так называемых сателлитных кратеров, расположенных в окрестностях кратера, имеющего собственное наименование).

## Сателлитные кратеры
Отсутствуют.

## Места посадок космических аппаратов
- 20 февраля 1965 г. в 09:57:37 UTС, приблизительно в 100 км к востоку-северо-востоку от кратера, в точке с координатами 2°43′ с. ш. 24°49′ в. д. / 2,71° с. ш. 24,81° в. д.G, произошло столкновение с поверхностью Луны межпланетной станции Рейнджер-8.

- 11 сентября 1967 г. в 00:46:44 UTC, приблизительно в 35 км на востоке от кратера, в точке с координатами 1°25′ с. ш. 23°11′ в. д. / 1,41° с. ш. 23,18° в. д.G, совершила посадку межпланетная станция Сервейер-5.

- 24 июля 1969 г. в 16:50:35 UTC, приблизительно в 50 км на востоке-юго-востоке от кратера, в точке с координатами 0°41′17″ с. ш. 23°25′59″ в. д. / 0,688° с. ш. 23,433° в. д.G, совершил посадку лунный модуль Аполлона-11.

## См.также
- Список кратеров на Луне
- Лунный кратер
- Морфологический каталог кратеров Луны
- Планетная номенклатура
- Селенография
- Минералогия Луны
- Геология Луны
- Поздняя тяжёлая бомбардировка